# 芳純

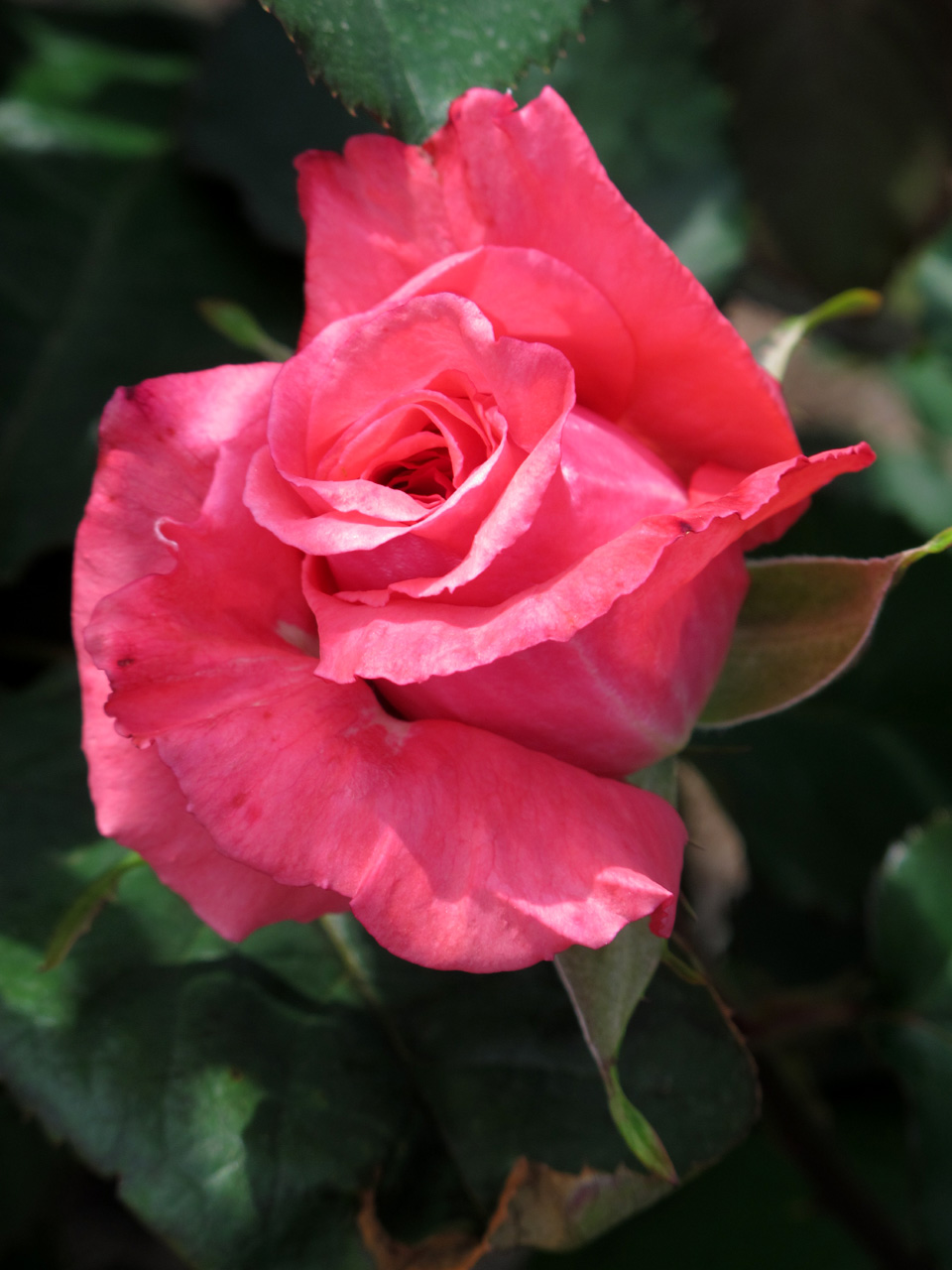
芳純

芳純 (ほうじゅん) は、バラの園芸品種の1つ。1981年に日本で、鈴木省三によって作出された。日本で作出された香りのバラとしては元祖的存在である。
母をグラナダ (Granada) に、父をクローネンブルグ (Kronenbourg) にして交配された。ハイブリッド・ティー系のバラで、ピンク色の大輪を咲かせる。樹高は1mくらい、半直立性の株に育ち、横には広がりにくい。花径は12-14cmになる。半剣弁または剣弁高芯咲きで、強香から中香。香りの質はダマスク系である。花弁がやや波打ち、濃淡の脈が出ることがある。花弁は雨でも傷みにくい。樹勢は中程度、耐病性も普通である。強健種だが、黒星病には弱い。また、耐暑性も弱い。梅雨明け後には下葉が黄変し、落葉、生育を停止する。秋に花を咲かせるには、夏剪定を軽めにし、秋口からの肥培管理に十分注意する必要がある。その芳香が高く評価され、資生堂の香水「ばら園シリーズ、芳純」の原料として使われた。